# Moldave (cheval)
Pour les articles homonymes, voir Moldave (homonymie).
Le Moldave (roumain : moldovenescǎ / moldoveneascá localá) est le type de chevaux couramment rencontré en Moldavie. En raison d'un manque d'homogénéité et de caractérisation, les chevaux moldaves actuels ne sont pas considérés comme formant une race. Il s'en trouve vraisemblablement plusieurs milliers dans ce pays.

## Histoire

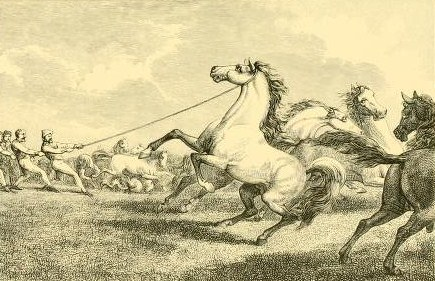
Capture de chevaux sauvages dans les plaines de Moldavie, par William-Samuel Howitt (1756–1822)

Une race caractérisée nommée « Moldave » (moldovenescǎ) a disparu au milieu du XIXe siècle. Les chevaux moldaves actuels résultent d'un mélange entre diverses races, notamment trotteur russe, trotteur Orlov, et cheval du Don. En 1994, la base de données DAD-IS enregistre 53 000 chevaux de ce type en Moldavie.

## Description
D'après DAD-IS, les femelles toisent en moyenne 1,40 m et les mâles 1,45 m, pour un poids moyen respectif de 470 et 500 kg. En l'absence de type homogène, il n'existe pas de descriptif précis. Les animaux sont en général assez petits, pourvus d'une croupe inclinée et de membres fins.

## Utilisations

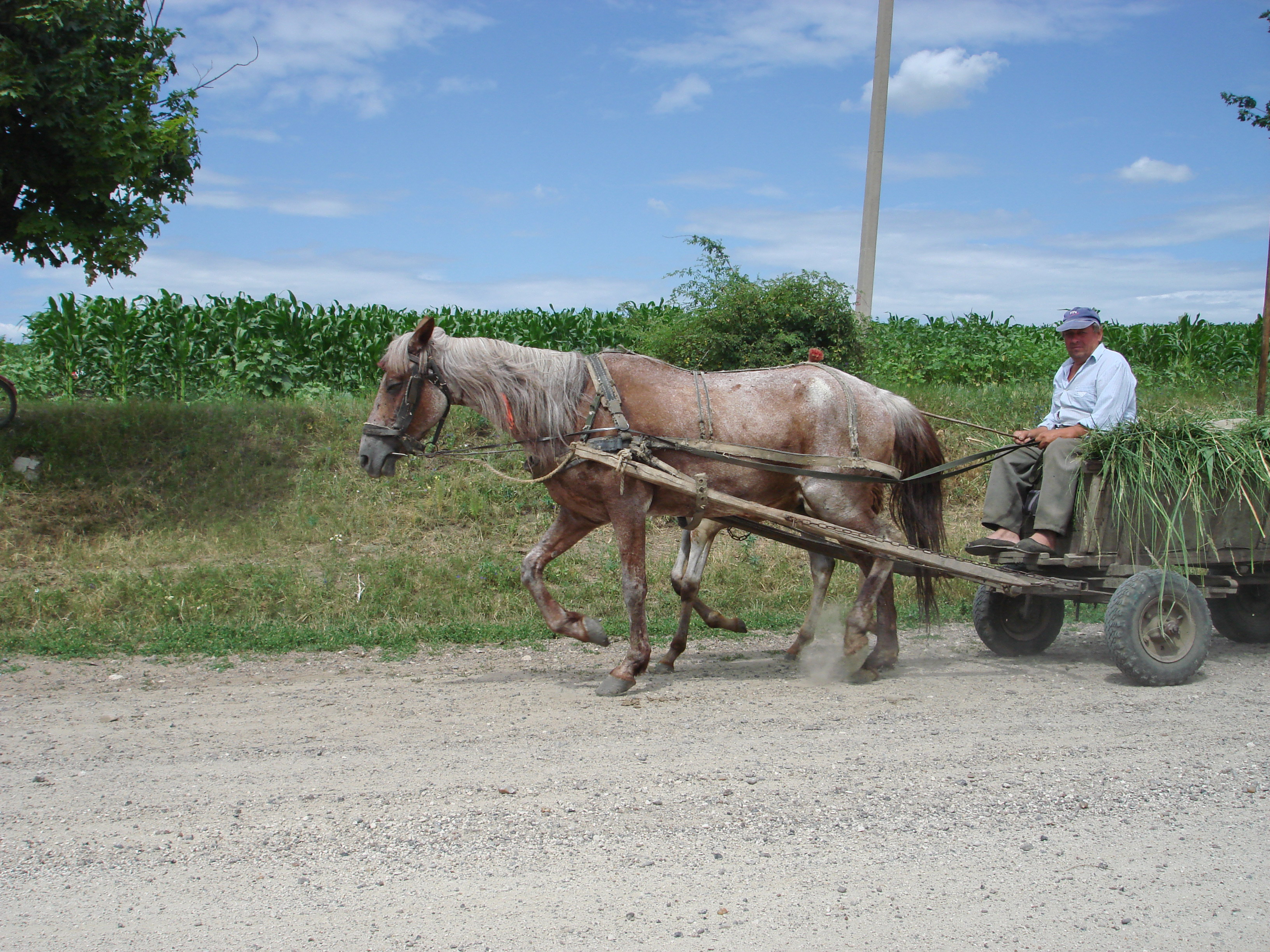
Fermier moldave au travail avec son cheval.

Ces chevaux sont mis à contributions pour toutes tâches de la vie quotidienne, incluant l'équitation, la traction de transport ou agricole, la randonnée, ou pour fournir de la viande.

## Diffusion de l'élevage
Le niveau de menace pesant sur les chevaux locaux moldaves actuels est inconnu (2018). L'étude menée par l'université d'Uppsala, publiée en août 2010 pour la FAO, signale sous le nom de Moldave l'existence passée d'une race locale européenne, désormais éteinte. Sous le nom de Moldave local, elle cite une race locale européenne qui n'est pas menacée d'extinction.